# Mugil liza
Espèce
Répartition géographique
Statut de conservation UICN

 DD  : Données insuffisantes
Le mulet lebranche (Mugil liza) est une espèce de poissons marins et d'eau douce de la famille des Mugilidae. Sa répartition géographique couvre la partie ouest de l'océan Atlantique, des États-Unis jusqu'à l'Argentine, et comprend la mer des Caraïbes et le golfe du Mexique. Il est connu sous divers noms vulgaires en espagnol : lebrancho, lisa, lisa de agua dulce, lebranche, lisa macho et soco.

## Importance économique

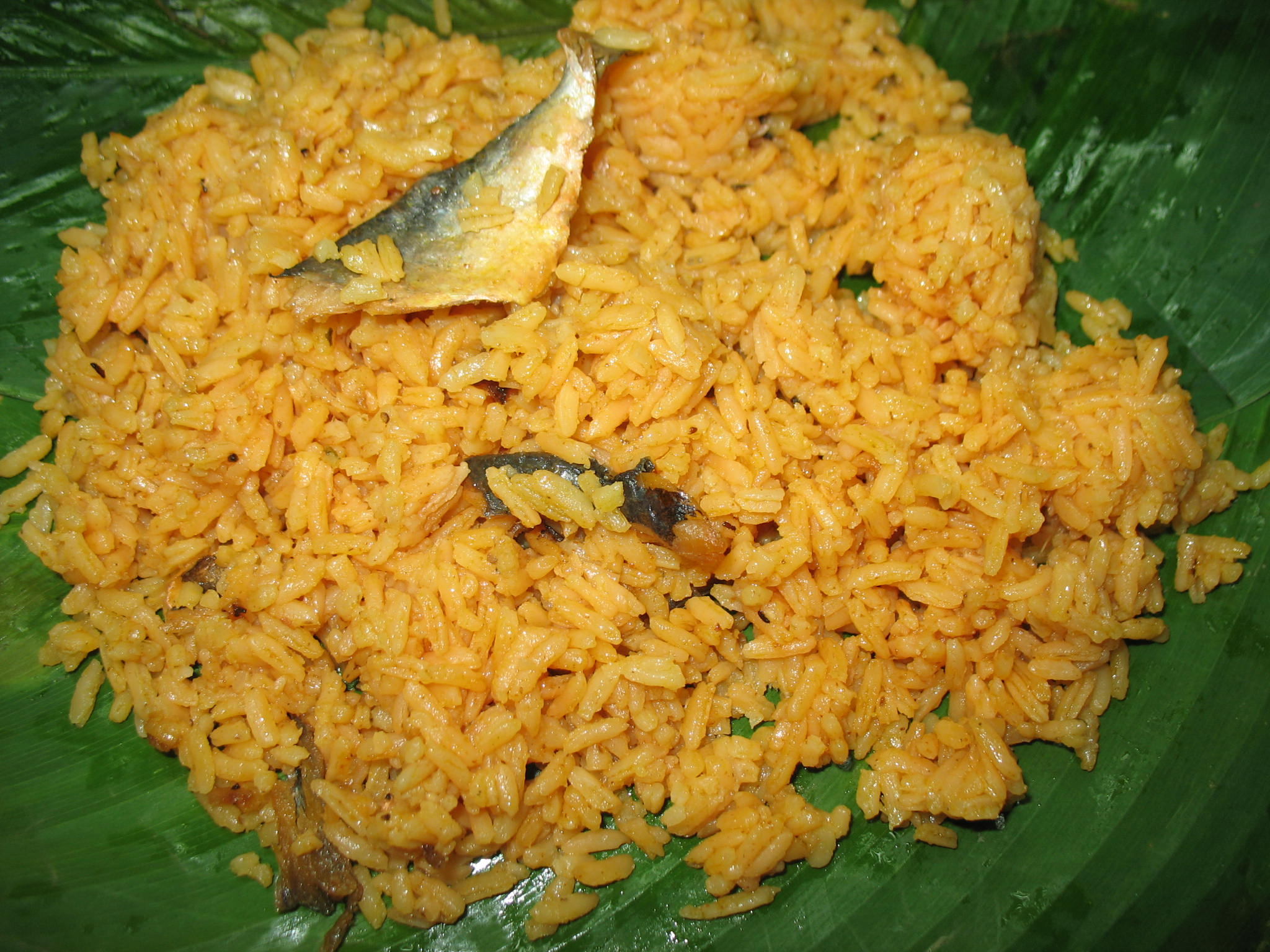
Riz accompagné de mulet lebranche (arroz de liza)

On le retrouve très souvent dans les filets des pêcheurs, sur la plage. Il est très commercialisé aussi bien frais que salé et il peut atteindre un prix très élevé sur les étals des marchés.
On consomme aussi ses œufs, salés ou séchés, qui sont considérés comme un mets de choix.
À cause de sa grande valeur économique, il est souvent élevé en aquaculture.

## Anatomie
Sa taille maximale normale est de 40 cm environ, bien que certaines prises puissent atteindre 80 cm. Dans sa nageoire dorsale, il dispose de 5 épines et 8 rayons mous contre 3 épines et 8 rayons mous dans la nageoire anale.

## Habitat et biologie
Il vit dans la mer, sur le fond, dans les eaux peu profondes au large des côtes, avec un comportement catadrome. Il est commun dans les estuaires et on peut aussi le rencontrer dans l'eau douce des fleuves. Il ne s'aventure pas en pleine mer. Il effectue des migrations en quête de nourriture le long des côtes. Il se nourrit de détritus et d'algues filamenteuses.
La reproduction a lieu en mer où sont pondus plusieurs millions d'œufs pélagiques non adhérents.

## Synonymes
- Mugil lebranchus (Poey, 1860)
- Mugil brasiliensis (Spix & Agassiz, 1831)